# 비비안 보넬

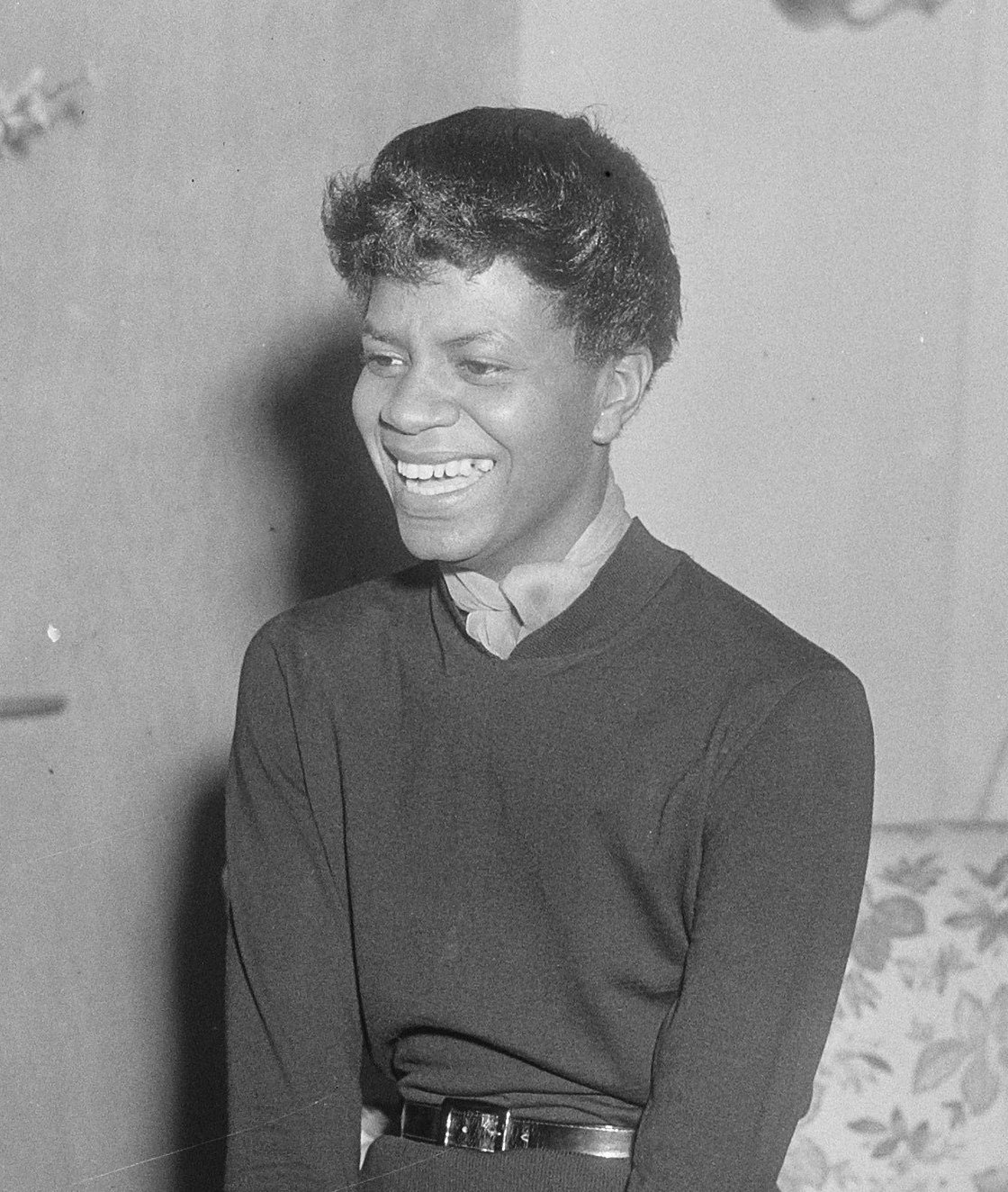

비비언 보넬(Enid Mosier, 1924년 5월 23일 ~ 2003년 11월 18일)은 미국의 배우, 가수이다.
앤티가섬에서 태어났으며 로스앤젤레스에서 사망하였다. 사인은 당뇨병이다.

## 출연 작품
- 폴리스 파트너 (1992년)
- 코네티컷 (1992년)
- 거리의 딸 (1990, Daughter of the Streets)
- 사랑과 영혼 (1990년) - 오르티샤 역
- 사랑의 곡예사들 (1988년)
- 바브라 내 사랑 (1974년)

### 텔레비전
- 샌포드 앤 선 (1972년)